# Dorothy Olsen
Pour les articles homonymes, voir Olsen.
Dorothy Eleanor Olsen (née Kocher, 10 juillet 1916 - 23 juillet 2019) est une pilote d'avion américaine et membre des Women Airforce Service Pilots (WASP) pendant la Seconde Guerre mondiale. 
En tant que WASP, elle est une pilote civile travaillant pour l'armée. Sa mission consiste à transporter de nouveaux types d'aéronefs, depuis les usines où ils sont construits jusqu'aux bases aériennes. Cela permet aux pilotes masculins de se consacrer aux combats aériens. 
Elle décède en 2019, à l'âge de 103 ans. 

## Jeunesse
Elle est née à Woodburn, en Oregon, le 10 juillet 1916. Son premier contact avec l'aviation a lieu lorsqu'elle fait un tour de biplan dans une foire nationale, ce qui l'incite à commencer à prendre des leçons de pilotage,.
Olsen obtient son permis de pilote privé en tant que civile dans les années 1930, en passant l'examen sur un Taylorcraft de 40 chevaux. Trois ans plus tard, elle pilote des P-38 bimoteurs d'une puissance totale de 3 100 ch.
Avant de rejoindre les WASP, Olsen vole avec le Flying Club Woodburn, la patrouille aérienne civile à Portland et Dales et travaille comme professeur de danse à Portland. Elle aurait été l’une des trois femmes de la région de Portland à détenir une licence de pilote privée. 

## Woman Airforce Service Pilot (WASP)
Olsen rejoint les WASP en 1943, lors de la création du programme. De petite stature et ne mesurant que 152 cm, Olsen entreprend un régime pour atteindre le poids minimum requis pour passer l'examen (45 kg). Il y a alors plus de 25 000 candidates, dont 1 879 sont acceptées et 1 074 obtiennent leur diplôme. Elle estmembre de la classe 43-4 et obtient son diplôme le 7 août 1943,. Après avoir obtenu son diplôme, elle est affectée au 6e Ferry Group à Long Beach, en Californie. Elle effectue 61 missions et est l’une des douze femmes autorisées à effectuer un vol de nuit. 
Les WASP ne sont pas, à l'époque, considérées comme des militaires ; elle est inscrite dans le livre du personnel du Sixth Ferrying Group avec le titre de "pilote civil". Le statut d'ancien combattant est accordé rétroactivement aux WASP dans le cadre de la GI Bill Improvement Act de 1977.
Selon Olsen, elle a piloté plus de 20 types d'avions, militaires et navals,. Son type préféré est le P-51. Une amie, Debbie Jennings, déclare qu'elle n'aimait pas les bombardiers volants parce que, dans les avions de chasse, « elle est seule et peut faire ce qu'elle veut ». 
Après la guerre, il est prévu qu'elle travaille pour la compagnie aérienne Western Skyways. L'étendue de ses vols d'après-guerre n'est pas claire, certaines sources affirmant qu'elle n'a jamais volé à des fins commerciales, et plus du tout après avoir eu des enfants. Olsen n'aurait jamais pris l'avion après la guerre. Elle aurait déclaré : « Pourquoi voudrais-je piloter un Cessna après avoir piloté un P-51 ».

## Honneurs et récompenses
En 2010, Olsen (avec tous les autres WASP) reçoit la médaille d'or du Congrès en commémoration de ses services,.
En 2015, elle a l'honneur de survoler le Boeing Field de Seattle en avion de collection pour son 99e anniversaire.
En 2016, Olsen célèbre son 100e anniversaire à la base commune Lewis-McChord. D'autres membres des WASP telles que Alta Thomas, Betty Dybbro et Mary Jean Sturdevant sont aussi présentes.

## Vie privée

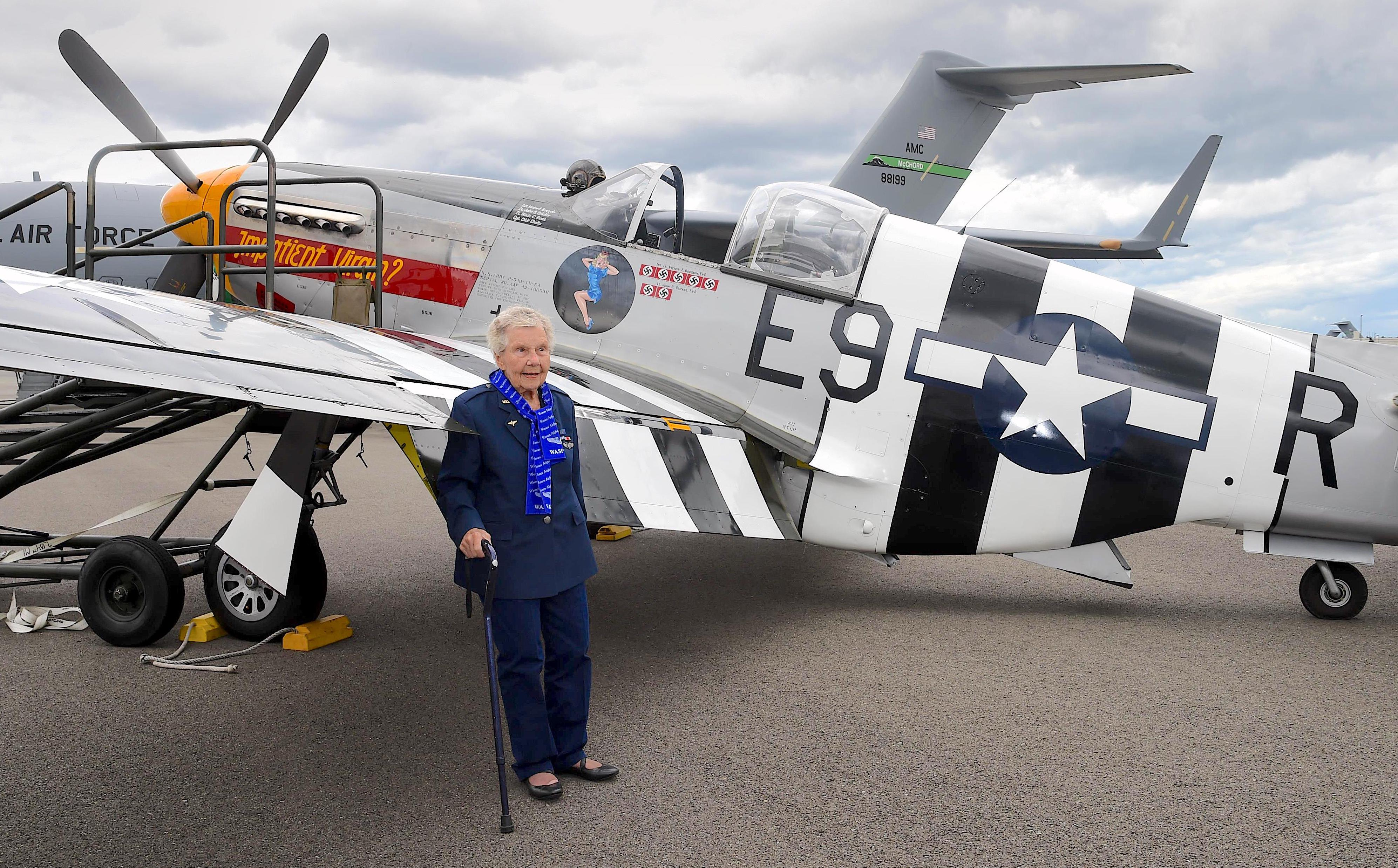
Dorothy Olsen devant un P-51 Mustang à l'occasion de son 100e anniversaire

Au cours de sa formation de pilote WASP, son fiancé meurt d'une méningite à la colonne vertébrale. Après la guerre, elle épouse Harold W. Olsen et s'installe à University Place, Washington. Le couple a une fille, Julie (Stranburg), et un fils, Kim,. Olsen tient un magasin d'antiquités après avoir élevé leurs enfants.
Des lésions nerveuses à la suite d'une procédure dentaire la laissent sourde pendant de nombreuses années. À 80 ans, elle reçoit des implants cochléaires qui lui permettent de retrouver son audition.
Olsen décède le 23 juillet 2019 chez elle, à University Place (Washington), à l'âge de 103 ans. Elle reçoit les honneurs militaires lors de ses funérailles,. Au moment de sa mort, elle est l’une des 38 WASP encore en vie.  